# 日本テレビの深夜アニメ枠
- 日本テレビ放送網 > 日本テレビ制作局制作番組の分野別一覧 > 日本テレビの深夜アニメ枠
- アニメ > テレビアニメ > 日本テレビ系アニメ > 日本テレビの深夜アニメ枠
- テレビ番組 > 深夜番組 > 深夜アニメ > 日本テレビの深夜アニメ枠

日本テレビの深夜アニメ枠（にほんテレビのしんやアニメわく）では、日本テレビ（以下「日テレ」）で深夜 - 未明帯（おおむね23時台以降）に放送される深夜アニメ全般について扱う。

## 概要
日テレでは1969年に名古屋テレビ制作の『六法やぶれクン』が初めての深夜アニメとして放送された。その後、1986年に初の自社制作作品『ハートカクテル』を放送。1989年には『セイシュンの食卓』（読売テレビ制作・『11PM』内）、1992年には『ヨーヨーの猫つまみ』が放送されたが、以上の4作品は何れも放送時間が5分未満のいわゆるミニ番組であった。
一般的な1話30分の放送時間で放送された初の作品は1997年の『剣風伝奇ベルセルク』である。同作を皮切りに水曜未明（火曜深夜）の番組枠で多少の時間移動・新作の休止期間などを挟みつつ、約15年に渡り放送を継続した。番組数は基本的に毎クール1 - 2本で系列局が製作した作品が放送される時期もある。
放送期間は他局の深夜アニメと同様に1 - 2クールが大半を占めるが深夜アニメとしては珍しく連続3クール無いし1年以上の長期間に渡って放送した作品が複数あり、『はじめの一歩』（第1期）や『MONSTER』（共に約6クール）などがこれに該当する。
作品のターゲット層も幅広く、青年漫画原作の『ルパン三世』シリーズ（2012年のスピンオフ『LUPIN the Third -峰不二子という女-』、および2015年の第4シリーズ以降）や『闘牌伝説アカギ』・『逆境無頼カイジ』シリーズ、少年漫画原作の『DEATH NOTE』、少女漫画原作の『ちはやふる』シリーズなど多岐に渡ってヒット作を多数輩出している他、『ごくせん』や『NANA』の様に放送前後に映画やドラマで実写化された話題作も多い（実写版の製作も日テレが担当しているとは限らない）。
各作品の製作に日テレまたは同局を擁する日本テレビホールディングス（以下「日テレHD」）傘下の企業（具体例は後述）が複数参加している事例が多く、中にはアニメ制作会社や映像・音楽ソフト等の商品の発売・販売を担当するレコード会社、製作委員会への出資などを傘下ないし関連する企業でほとんど（または一通り）賄っている作品もある。その関係で他のキー局が製作する作品と異なり、提供クレジットを流さないサステイニング・プログラム（系列局ではサスネット）として放送するケースもある。
2006年には水曜23時台に全国同時ネットの『animo』（アニモ）枠を開始したが、『NANA』一作のみで終了した。
2012年4月期の『LUPIN the Third -峰不二子という女-』の終了後は、半年間に渡り深夜アニメの放送を休止。2013年1月期より放送を再開したものの、それ以降は時期により番組枠が流動的になっており、改編期にしばしば深夜アニメの放送日時が変化している（詳細な変遷は後述）。傾向として、古巣である水曜未明（火曜深夜）か日曜未明（土曜深夜）に放送される事例が比較的多い。
2016年10月期の『うどんの国の金色毛鞠』の終了後、再び半年間深夜アニメの放送を休止。2017年7月期からの再開を機に、深夜アニメ向けの放送枠名称『AnichU』（アニチュウ）を導入した。Twitterアカウントも開設され、放送作品の情報を発信するようになった。日テレの公式ウェブサイト内のアニメ関連のページも『AnichU』仕様にリニューアルされたが、2020年3月までに他ジャンルの番組のページと同様のデザインに戻された（Twitterアカウントは従来通り使用）。その後、2020年4月期 - 同年10月期の9ヶ月間も新作の放送を休止したり、回によってはミニ番組5・6分、毎月1回はeスポーツ番組を放送する関係では50分繰り下げている。2021年7月以降は後半枠が廃止され1枠構成となった。2022年10月 - 12月の期間のみ、ドラマ『ぴーすおぶけーき』の放送に伴い定刻が30分繰り下げられていた。
2021年4月に『うどんの国の金色毛鞠』以降途絶えていた日曜未明(土曜深夜)枠が復活し、以降当枠の作品はクロスネット局の福井放送、テレビ大分、テレビ宮崎を含む系列全局で放送されている。これを機に字幕放送を開始している一方、水曜未明のローカル作品はいまだ字幕放送は未実施。
2023年10月に金曜23時台に『FRIDAY ANIME NIGHT』枠（フラアニ）を新設する。全国同時ネット枠の復活では『NANA』以来17年ぶり、アニメ枠の新設では31年ぶりとなる。
2025年4月期のみ『プラチナイト』枠で放送されている『ドラマDEEP』枠との入れ替わりで水曜 0:29 - 0:59（火曜深夜）に『機動戦士Gundam GQuuuuuuX』が全国ネットで放送される。同枠は『プラチナイト』枠を併用する形での放送となる。その為、直前に放送されているバラエティ番組『上田と女がDEEPに吠える夜』と本枠のセットでGガイドなどの番組表では1時間番組として扱われている。『フラアニ』枠と異なり、放送開始後に枠名ロゴの表示がなかったり、番組表での放送枠の表記はないが、一部メディアでは『火曜プラチナイトアニメ』枠と用いられた。日本テレビでは『AnichU』枠と合わせて当日に放送されるアニメ枠は2枠となるが『Anichu』枠は水曜1:34（火曜深夜）と5分繰り下がった。他に金曜23時枠の『フラアニ』と土曜末明（日曜深夜）を合わせれば4枠となる。2025年7月期の『Turkey!』では次回の放送時間変更はED提供ベースの縦テロップにて告知するようになった。

### ネット局について
全国ネット枠の番組を除いた系列局での遅れネットについては作品毎にネットする地域や規模にバラつきが見られ、同系列における基幹局であっても放送されない作品が多い。その一方で特定の地域を舞台とする作品については地元を放送対象地域とする系列局でもネットされる場合があり、その系列局が作品の製作に参加する事例もある。
日テレ系列の無料BS局であるBS日テレでは2010年代前半まで放送実績が全くなかったが、2014年1月期の『GJ部』を皮切りに遅れネットを開始し（遅れの幅は作品により異なる）、2021年以降は日テレが製作参加する作品（一部除く）の殆どを継続的に放送している。同系列の有料CS局である日テレプラスでも遅れネットの事例が多く、再放送もしばしば行われている。AT-X（テレビ東京系列）などの他のチャンネルでも遅れて放送されることがある。
インターネットでのストリーミング配信については、かつては日テレが運営する日テレオンデマンドで日テレでの放送終了後に見逃し配信を実施していたが、2019年9月のサービス終了後は日テレ傘下のHuluを中心とした各動画配信サービスで配信を実施している。

## 水曜未明（火曜深夜）の放送番組
傑作選以外の再放送については記載を省略した。
凡例
- ◆ - BS日テレでも放送された作品。日テレでの本放送終了後に時期を開けて（数か月から数年後）放送された作品含む。
- ○ - 近畿広域圏では、サンテレビで放送された作品。
- ● - 近畿広域圏では、サンテレビ・びわ湖放送で放送された作品。
- △ - 近畿広域圏では、KBS京都・サンテレビで放送された作品。
- ▲ - 近畿広域圏では、KBS京都で放送された作品。
- □ - 中京広域圏では、テレビ愛知で放送された作品。

### 全国同時ネット（火曜プラチナイトアニメ）枠
クロスネット局である福井放送、テレビ大分、テレビ宮崎も含めて放送。
| タイトル                 | 放映期間               | 話数          | 制作                      | 原作              | 備考                                                                                               |
| 0:29 - 0:59枠            | 0:29 - 0:59枠          | 0:29 - 0:59枠 | 0:29 - 0:59枠             | 0:29 - 0:59枠     | 0:29 - 0:59枠                                                                                      |
| ------------------------ | ---------------------- | ------------- | ------------------------- | ----------------- | -------------------------------------------------------------------------------------------------- |
| 機動戦士Gundam GQuuuuuuX | 2025年4月9日 - 6月25日 |               | スタジオカラー サンライズ | 矢立肇 富野由悠季 | 地上波では『上田と女がDEEPに吠える夜』との1時間のセットで放送 BSではBS11にてゴールデンタイムで放送 |

### ローカル前半枠
放送開始時刻が0時台である単枠放送作品についてはこちらに記載した。
| タイトル                                                             | 放映期間                       | 話数          | 制作                                | 原作                                              | 備考                                                                                              |
| 0:50 - 1:20枠                                                        | 0:50 - 1:20枠                  | 0:50 - 1:20枠 | 0:50 - 1:20枠                       | 0:50 - 1:20枠                                     | 0:50 - 1:20枠                                                                                     |
| -------------------------------------------------------------------- | ------------------------------ | ------------- | ----------------------------------- | ------------------------------------------------- | ------------------------------------------------------------------------------------------------- |
| 陽だまりの樹                                                         | 2000年4月5日 - 2000年9月20日   | 25            | マッドハウス                        | 手塚治虫                                          |                                                                                                   |
| 0:50 - 1:20枠（ - 2001年9月26日）、0:45 - 1:15枠（2001年10月3日 - ） |                                |               |                                     |                                                   |                                                                                                   |
| はじめの一歩                                                         | 2000年10月4日 - 2002年3月27日  | 75            | マッドハウス                        | 森川ジョージ                                      | ○                                                                                                 |
| 0:55 - 1:25枠                                                        |                                |               |                                     |                                                   |                                                                                                   |
| 天地無用! GXP                                                        | 2002年4月3日 - 9月25日         | 26            | AIC                                 | 梶島正樹                                          |                                                                                                   |
| 0:50 - 1:20枠                                                        |                                |               |                                     |                                                   |                                                                                                   |
| 花田少年史                                                           | 2002年10月2日 - 2003年3月26日  | 25            | マッドハウス                        | 一色まこと                                        | ◆                                                                                                 |
| 0:58 - 1:28枠                                                        |                                |               |                                     |                                                   |                                                                                                   |
| エアマスター                                                         | 2003年4月2日 - 10月1日         | 27            | 東映アニメーション                  | 柴田ヨクサル                                      |                                                                                                   |
| 0:53 - 1:23枠                                                        |                                |               |                                     |                                                   |                                                                                                   |
| SPACE PIRATE CAPTAIN HERLOCK                                         | 2003年10月8日 - 12月31日       | 13            | マッドハウス                        | 松本零士                                          | OVAが先行発売                                                                                     |
| ごくせん                                                             | 2004年1月7日 - 3月31日         | 13            | マッドハウス                        | 森本梢子                                          | ◆                                                                                                 |
| 0:40 - 1:10枠（ - 2004年9月29日）、0:50 - 1:20枠（2005年10月6日 - ） |                                |               |                                     |                                                   |                                                                                                   |
| MONSTER                                                              | 2004年4月7日 - 2005年9月28日   | 74            | マッドハウス                        | 浦沢直樹                                          | -                                                                                                 |
| 闘牌伝説アカギ 〜闇に舞い降りた天才〜                                | 2005年10月5日 - 2006年3月29日  | 26            | マッドハウス                        | 福本伸行                                          | -                                                                                                 |
| 桜蘭高校ホスト部                                                     | 2006年4月5日 - 9月27日         | 26            | ボンズ                              | 葉鳥ビスコ                                        | -                                                                                                 |
| 0:56 - 1:26枠                                                        |                                |               |                                     |                                                   |                                                                                                   |
| DEATH NOTE                                                           | 2006年10月4日 - 2007年6月27日  | 37            | マッドハウス                        | 大場つぐみ 小畑健                                 |                                                                                                   |
| BUZZER BEATER（第2期）                                               | 2007年7月4日 - 9月26日         | 13            | トムス・エンタテインメント          | 井上雄彦                                          | 第1期はWOWOWで放送                                                                                |
| 0:59 - 1:29枠                                                        |                                |               |                                     |                                                   |                                                                                                   |
| 逆境無頼カイジ                                                       | 2007年10月3日 - 2008年4月2日   | 26            | マッドハウス                        | 福本伸行                                          | ◆2009年7月 - 12月に1:29 - 1:59で再放送                                                            |
| RD 潜脳調査室                                                        | 2008年4月9日 - 10月1日         | 26            | プロダクションI.G                   | プロダクションI.G 士郎正宗                        | -                                                                                                 |
| ONE OUTS -ワンナウツ-                                                | 2008年10月8日 - 2009年4月1日   | 25            | マッドハウス                        | 甲斐谷忍                                          | -                                                                                                 |
| 蒼天航路                                                             | 2009年4月8日 - 9月30日         | 26            | マッドハウス                        | 李學仁 王欣太                                     | -                                                                                                 |
| 君に届け                                                             | 2009年10月7日 - 2010年3月31日  | 25            | プロダクションI.G                   | 椎名軽穂                                          | 2010年10月 - 12月に2話連続で再放送                                                                |
| RAINBOW-二舎六房の七人-                                              | 2010年4月7日 - 9月29日         | 26            | マッドハウス                        | 安部譲二 柿崎正澄                                 | -                                                                                                 |
| 君に届け 2ND SEASON                                                  | 2011年1月5日 - 3月30日         | 13            | プロダクションI.G                   | 椎名軽穂                                          | -                                                                                                 |
| 逆境無頼カイジ 破戒録篇                                              | 2011年4月6日 - 9月28日         | 26            | マッドハウス                        | 福本伸行                                          | -                                                                                                 |
| ちはやふる                                                           | 2011年10月5日 - 2012年3月28日  | 25            | マッドハウス                        | 末次由紀                                          | ◆                                                                                                 |
| 1:59 - 2:29枠（これ以降は「AnichU」枠）                              |                                |               |                                     |                                                   |                                                                                                   |
| ナナマル サンバツ                                                    | 2017年7月5日 - 9月20日         | 12            | トムス・エンタテインメント          | 杉基イクラ                                        | ◆                                                                                                 |
| Infini-T Force                                                       | 2017年10月4日 - 12月27日       | 12            | タツノコプロ デジタル・フロンティア | タツノコプロ                                      | ◆読売テレビ・札幌テレビ・ミヤギテレビ・静岡第一テレビ・中京テレビ・広島テレビ・福岡放送と共同製作 |
| 1:29 - 1:59枠                                                        |                                |               |                                     |                                                   |                                                                                                   |
| ルパン三世 PART5                                                     | 2018年4月4日 - 9月19日         | 24            | テレコム・アニメーションフィルム    | モンキー・パンチ                                  |                                                                                                   |
| 風が強く吹いている                                                   | 2018年10月3日 - 2019年3月27日  | 23            | プロダクションI.G                   | 三浦しをん                                        | ◆                                                                                                 |
| トライナイツ                                                         | 2019年7月31日 - 10月16日       | 12            | GONZO                               | TRY KNIGHTS UNION                                 | ◆                                                                                                 |
| ちはやふる3                                                          | 2019年10月23日 - 2020年3月25日 | 24            | マッドハウス                        | 末次由紀                                          | ◆福井放送と共同製作                                                                               |
| ワンダーエッグ・プライオリティ                                       | 2021年1月13日 - 3月31日        | 12            | CloverWorks                         | 野島伸司                                          | ◆特別編は同年6月30日 1:34 - 2:34に放送。                                                          |
| 擾乱 THE PRINCESS OF SNOW AND BLOOD                                  | 2021年4月7日 - 6月23日         | 12            | BAKKEN RECORD                       |                                                   | ◆                                                                                                 |
| シキザクラ                                                           | 2021年10月13日 - 12月29日      | 12            | サブリメイション                    | サブリメイション                                  | ◆中京テレビ製作                                                                                   |
| トモダチゲーム                                                       | 2022年4月6日 - 6月22日         | 12            | オクルトノボル                      | 山口ミコト                                        | ◆                                                                                                 |
| シャインポスト                                                       | 2022年7月13日 - 10月19日       | 12            | スタジオKAI                         | コナミデジタルエンタテインメント ストレートエッジ | ◆BS日テレと共同製作                                                                               |
| 2022年11月 - 2023年1月の間中断                                       |                                |               |                                     |                                                   |                                                                                                   |
| THE MARGINAL SERVICE                                                 | 2023年4月12日 - 6月28日        | 12            | 3Hz                                 | ジャパン境界対策室（原案）                        | ◆△□                                                                                               |
| Helck                                                                | 2023年7月12日 - 12月20日       | 24            | サテライト                          | 七尾ナナキ                                        | ◆                                                                                                 |
| 銀河英雄伝説 Die Neue These                                          | 2024年1月17日 - 12月25日       | 48            | プロダクションI.G                   | 田中芳樹                                          | 第1・2シーズンは実質再放送。 第3・4シーズンはテレビ初放送。                                       |
| 花は咲く、修羅の如く                                                 | 2025年1月8日 - 3月26日         | 12            | スタジオバインド                    | 武田綾乃 むっしゅ                                 | ◆△BS日テレと共同製作 テレ玉、チバテレ、tvkでも同時期に放送                                        |
| 1:34 - 2:04枠                                                        |                                |               |                                     |                                                   |                                                                                                   |
| アポカリプスホテル                                                   | 2025年4月9日 - 6月25日         | 12            | CygamesPictures                     | ホテル銀河楼 管理部（原案）                       |                                                                                                   |
| 1:29 - 1:59枠                                                        |                                |               |                                     |                                                   |                                                                                                   |
| Turkey!                                                              | 2025年7月9日 -                 |               | BAKKEN RECORD                       | BAKKEN RECORD ポニーキャニオン （原案）           | ◆BS日テレと共同製作                                                                               |
| 矢野くんの普通の日々                                                 | 2025年10月1日 -                |               | 亜細亜堂                            | 田村結衣                                          |                                                                                                   |

### ローカル後半枠
1時台以降に放送開始した単枠放送作品についてはこちらに記載した。
| タイトル                                                      | 放映期間                      | 話数          | 制作                       | 原作                                                                 | 備考                                                                           |
| 1:45 - 2:15枠                                                 | 1:45 - 2:15枠                 | 1:45 - 2:15枠 | 1:45 - 2:15枠              | 1:45 - 2:15枠                                                        | 1:45 - 2:15枠                                                                  |
| ------------------------------------------------------------- | ----------------------------- | ------------- | -------------------------- | -------------------------------------------------------------------- | ------------------------------------------------------------------------------ |
| 剣風伝奇ベルセルク                                            | 1997年10月8日 - 1998年4月1日  | 25            | OLM                        | 三浦建太郎                                                           | 1998年4月 - 9月に同時刻で再放送                                                |
| 1:23 - 1:53枠（ - 2004年3月）、1:10 - 1:40枠（2004年4月 - ）  |                               |               |                            |                                                                      |                                                                                |
| 攻殻機動隊 STAND ALONE COMPLEX                                | 2004年1月7日 - 6月9日         | 26            | プロダクションI.G          | 士郎正宗                                                             | 初放送はスカパー!PPV                                                           |
| 1:10 - 1:40枠（ - 2004年9月）、1:29 - 1:59枠（2004年10月 - ） |                               |               |                            |                                                                      |                                                                                |
| お伽草子                                                      | 2004年7月7日 - 2005年3月30日  | 26            | プロダクションI.G          | プロダクションI.G 日本テレビ                                         | 最終2話は約2か月半のブランクを置いて放送                                       |
| 攻殻機動隊 S.A.C. 2nd GIG                                     | 2005年4月6日 - 9月28日        | 26            | プロダクションI.G          | 士郎正宗                                                             | 初放送はスカパー!PPV                                                           |
| エンジェル・ハート                                            | 2005年10月5日 - 2006年9月27日 | 50            | トムス・エンタテインメント | 北条司                                                               | 読売テレビ製作                                                                 |
| 1:35 - 2:05枠                                                 |                               |               |                            |                                                                      |                                                                                |
| 砂沙美☆魔法少女クラブ                                         | 2006年10月4日 - 2007年3月28日 | 26            | AICスピリッツ              | AIC BeSTACK                                                          | 初放送はWOWOW                                                                  |
| 1:26 - 1:56枠                                                 |                               |               |                            |                                                                      |                                                                                |
| CLAYMORE                                                      | 2007年4月4日 - 9月26日        | 26            | マッドハウス               | 八木教広                                                             |                                                                                |
| 1:29 - 1:59枠（2007年10月 - 2011年9月）                       |                               |               |                            |                                                                      |                                                                                |
| 魔人探偵脳噛ネウロ                                            | 2007年10月3日 - 2008年3月26日 | 25            | マッドハウス               | 松井優征                                                             | -                                                                              |
| 秘密 〜The Revelation〜                                       | 2008年4月9日 - 10月1日        | 26            | マッドハウス               | 清水玲子                                                             | -                                                                              |
| 魍魎の匣                                                      | 2008年10月8日 - 12月31日      | 13            | マッドハウス               | 京極夏彦                                                             | -                                                                              |
| はじめの一歩 New Challenger                                   | 2009年1月7日 - 7月1日         | 26            | マッドハウス               | 森川ジョージ                                                         | ○                                                                              |
| ユルアニ?                                                     | 2011年4月13日 - 9月14日       | 22            | 蛙男商会 DLE               | 弘兼憲史、瀧波ユカリ 松本ひで吉、ハグキ 北道正幸、野中英次・亜桜まる |                                                                                |
| 2:29 - 3:24枠                                                 |                               |               |                            |                                                                      |                                                                                |
| SUPERNATURAL: THE ANIMATION                                   | 2011年10月5日 - 12月14日      | 22            | マッドハウス               | エリック・クリプキ                                                   | 2話連続放送                                                                    |
| 1:29 - 1:59枠（2013年10月 - 2014年9月）                       |                               |               |                            |                                                                      |                                                                                |
| HUNTER×HUNTER（第2作）                                        | 2013年10月9日 - 2014年9月24日 | 50            | マッドハウス               | 冨樫義博                                                             | 2013年9月29日まで日曜日10:55 - 11:25に放送 字幕放送、データ放送実施            |
| 2:29 - 2:59枠（これ以降は「AnichU」枠）                       |                               |               |                            |                                                                      |                                                                                |
| ルパン三世ベストセレクション                                  | 2017年7月5日 - 12月20日       | 24            | トムス・エンタテインメント | モンキー・パンチ                                                     | PART1～PART3からファン投票されたベスト24エピソードをカウントダウン形式で放送。 |
| 1:59 - 2:29枠                                                 |                               |               |                            |                                                                      |                                                                                |
| ちはやふる 秀歌撰                                             | 2018年1月10日 - 3月28日       | 12            | マッドハウス               | 末次由紀                                                             | 1期セレクション+OVA(地上波テレビ初放送) 単枠編成                               |
| 3D彼女 リアルガール（第1シーズン）                            | 2018年4月4日 - 6月20日        | 12            | フッズエンタテインメント   | 那波マオ                                                             | ◆                                                                              |
| 中間管理録トネガワ                                            | 2018年7月4日 - 12月26日       | 24            | マッドハウス               | 福本伸行（協力） 萩原天晴 三好智樹/橋本智広 (漫画）                  | -                                                                              |
| 3D彼女 リアルガール（第2シーズン）                            | 2019年1月9日 - 3月27日        | 12            | フッズエンタテインメント   | 那波マオ                                                             | -                                                                              |
| 2021年7月 - 2022年9月、2023年1月 - 2024年6月の間中断          |                               |               |                            |                                                                      |                                                                                |
| 多数欠                                                        | 2024年7月3日 - 12月25日       | 24            | サテライト                 | 宮川大河                                                             | ◆ BS日テレ、青森放送と共同製作                                                 |
| 2025年1月以降は廃止                                           |                               |               |                            |                                                                      |                                                                                |

### その他
| タイトル         | 放映期間                    | 話数 | 制作         | 原作         | 備考                        |
| ---------------- | --------------------------- | ---- | ------------ | ------------ | --------------------------- |
| セイシュンの食卓 | 1989年7月6日 - 1990年2月1日 | 25   | マッドハウス | たけだみりこ | 読売テレビ製作 11PM内で放送 |

## その他の曜日の放送番組

### 帯番組
| タイトル           | 放映期間                      | 話数 | 制作                   | 原作       | 備考                                                     |
| ------------------ | ----------------------------- | ---- | ---------------------- | ---------- | -------------------------------------------------------- |
| 六法やぶれクン     | 1969年4月28日 - 9月26日       | 110  | 東京ムービー           | 佐賀潜     | 名古屋テレビ（当時は日本テレビ系列）製作                 |
| ヨーヨーの猫つまみ | 1992年3月30日 - 9月25日       | 130  | ワコープロ             | 池田あきこ |                                                          |
| デジタル所さん     | 2000年10月2日 - 2001年9月28日 | 245  | ポリゴン・ピクチュアズ | 今吉将之   | テレビ東京系列以外で初めて全系列局で放送された深夜アニメ |

### 火曜未明（月曜深夜）
| タイトル                    | 放映期間                      | 話数 | 制作             | 原作                       | 備考           |
| --------------------------- | ----------------------------- | ---- | ---------------- | -------------------------- | -------------- |
| MASTERキートン              | 1998年10月5日 - 1999年3月29日 | 24   | マッドハウス     | 浦沢直樹 勝鹿北星 長崎尚志 |                |
| 旋風の用心棒                | 2001年10月1日 - 2002年3月25日 | 25   | ぴえろ           | 黒澤プロダクション（原案） |                |
| まっすぐにいこう。（第1期） | 2003年9月1日 - 22日           | 4    | ゆめ太カンパニー | きら                       | 読売テレビ製作 |

### 水曜23時台『animo』枠
| タイトル | 放映期間                     | 話数 | 制作         | 原作     | 備考 |
| -------- | ---------------------------- | ---- | ------------ | -------- | --- |
| NANA     | 2006年4月5日 - 2007年3月28日 | 47   | マッドハウス | 矢沢あい | ◆30分作品として初めて全系列局で放送された深夜アニメ 2006年4月 - 9月は23:25 - 23:55 2006年10月 - 2007年3月は23:55 - 翌0:26 |

### 木曜未明（水曜深夜）
| タイトル                           | 放映期間                      | 話数 | 制作                       | 原作             | 備考                                                 |
| ---------------------------------- | ----------------------------- | ---- | -------------------------- | ---------------- | ---------------------------------------------------- |
| エグザムライ戦国                   | 2009年1月10日 - 12月          | 24   | トムス・エンタテインメント | HIRO 松田誠      | EXILE GENERATION内で放送 2009年3月までは土曜日に放送 |
| LUPIN the Third -峰不二子という女- | 2012年4月4日 - 6月27日        | 13   | トムス・エンタテインメント | モンキー・パンチ |                                                      |
| GJ部                               | 2013年1月9日 - 3月27日        | 12   | 動画工房                   | 新木伸           | ◆▲                                                   |
| 寄生獣 セイの格率                  | 2014年10月8日 - 2015年3月25日 | 24   | マッドハウス               | 岩明均           | ◆                                                    |
| 俺物語!!                           | 2015年4月8日 - 9月23日        | 24   | マッドハウス               | 河原和音・アルコ | ◆□                                                   |

### 金曜未明（木曜深夜）
| タイトル                        | 放映期間                      | 話数 | 制作                                 | 原作             | 備考                                                                   |
| ------------------------------- | ----------------------------- | ---- | ------------------------------------ | ---------------- | ---------------------------------------------------------------------- |
| スパイダーマン 新アニメシリーズ | 2004年4月1日 - 5月13日        | 13   | メインフレーム・エンターテインメント | スタン・リー     | うしみつショー枠                                                       |
| 結界師                          | 2007年11月1日 - 2008年2月21日 | 15   | サンライズ                           | 田辺イエロウ     | 読売テレビ製作 2007年9月10日まで月曜日19:00 - 19:30に放送 字幕放送実施 |
| 帰宅部活動記録                  | 2013年7月4日 - 10月10日       | 12   | NOMAD                                | くろは           | △                                                                      |
| ルパン三世 PART4                | 2015年10月1日 - 2016年3月17日 | 24   | テレコム・アニメーションフィルム     | モンキー・パンチ | ◆                                                                      |

### 土曜未明（金曜深夜）
| タイトル                    | 放映期間                      | 話数 | 制作             | 原作               | 備考                                                                        |
| --------------------------- | ----------------------------- | ---- | ---------------- | ------------------ | --------------------------------------------------------------------------- |
| ハートカクテル（日テレ版）  | 1986年10月3日 - 1988年3月25日 | 77   | メルヘン社       | わたせせいぞう     |                                                                             |
| まっすぐにいこう。（第2期） | 2004年4月9日 - 5月7日         | 5    | ゆめ太カンパニー | きら               | 読売テレビ製作                                                              |
| ドラゴンクライシス!         | 2011年4月11日 - 6月17日       | 12   | スタジオディーン | 城崎火也           | 読売テレビ製作 関東広域圏での初放送は独立局（群馬テレビを除く） 1クール遅れ |
| 07-GHOST                    | 2011年7月1日 - 2012年1月13日  | 25   | スタジオディーン | 雨宮由樹           | 読売テレビ製作 関東広域圏での初放送は独立局 2年3ヶ月遅れ                    |
| ちはやふる2                 | 2013年1月11日 - 6月28日       | 25   | マッドハウス     | 末次由紀           | ◆                                                                           |
| ガッチャマン クラウズ       | 2013年7月12日 - 9月27日       | 12   | タツノコプロ     | タツノコプロ企画室 |                                                                             |
| 曇天に笑う                  | 2014年10月3日 - 12月19日      | 12   | 動画工房         | 唐々煙             | ◆●                                                                          |
| デス・パレード              | 2015年1月9日 - 3月27日        | 12   | マッドハウス     | 立川譲 / MADHOUSE  | ◆○                                                                          |

### 日曜未明（土曜深夜）
| タイトル                                                                 | 放映期間                       | 話数 | 制作                                                                       | 原作                                          | 備考 |
| ------------------------------------------------------------------------ | ------------------------------ | ---- | -------------------------------------------------------------------------- | --------------------------------------------- | --- |
| 絶対やれるギリシャ神話                                                   | 2008年10月5日 - 12月28日       | 13   | A-1 Pictures ノーサイド                                                    | ホイチョイ・プロダクションズ                  | サタデーTVラボ内で放送 |
| 青い文学シリーズ                                                         | 2009年10月11日 - 12月27日      | 12   | マッドハウス                                                               | 太宰治、坂口安吾 夏目漱石、芥川龍之介         | |
| 犬夜叉 完結編                                                            | 2009年10月4日 - 2010年4月4日   | 26   | サンライズ                                                                 | 高橋留美子                                    | 読売テレビ製作 |
| はじめの一歩 Rising                                                      | 2013年10月6日 - 2014年3月30日  | 25   | マッドハウス MAPPA                                                         | 森川ジョージ                                  | ○ |
| てさぐれ!部活もの                                                        | 2013年10月6日 - 12月29日       | 12   | ヤオヨロズ                                                                 | 石舘光太郎                                    | 関東ローカル |
| てさぐれ!部活もの あんこーる                                             | 2014年1月12日 - 3月30日        | 12   | ヤオヨロズ                                                                 | 石ダテ コー太郎                               | 関東ローカル |
| 犬猫アワー 47都道府犬R&にゃ〜めん                                        | 2014年1月12日 - 3月30日        | 12   | ダンデライオンアニメーションスタジオ（47都道府犬R） HiWaPlus（にゃ〜めん） | NiPo（47都道府犬R） 日活（にゃ〜めん）        | |
| 金色のコルダ Blue♪Sky                                                    | 2014年4月6日 - 6月22日         | 12   | TYOアニメーションズ                                                        | コーエーテクモゲームス                        | ◆○ |
| それでも世界は美しい                                                     | 2014年4月6日 - 6月29日         | 12   | ぴえろ                                                                     | 椎名橙                                        | ◆○ |
| ばらかもん                                                               | 2014年7月6日 - 9月28日         | 12   | キネマシトラス                                                             | ヨシノサツキ                                  | ◆○ |
| 戦国BASARA Judge End                                                     | 2014年7月6日 - 9月28日         | 12   | テレコム・アニメーションフィルム                                           | CAPCOM                                        | テレビアニメ第1・2作は毎日放送製作 ◆ |
| てさぐれ!部活もの すぴんおふ プルプルんシャルムと遊ぼう                  | 2015年4月5日 - 6月28日         | 12   | ヤオヨロズ                                                                 | てさぐれ！製作委員会 ジコウリュウ・キダニエル | 関東ローカル |
| ガッチャマン クラウズ インサイト                                         | 2015年7月5日 - 9月27日         | 12   | タツノコプロ                                                               | タツノコプロ企画室                            | ◆ |
| Peeping Life TV シーズン1 ??                                             | 2015年10月4日 - 12月20日       | 12   | FOREST Hunting One コミックス・ウェーブ・フィルム タツノコプロ             |                                               | ◆ |
| ナースウィッチ小麦ちゃんR                                                | 2016年1月9日 - 3月27日         | 12   | タツノコプロ                                                               | タツノコプロ                                  | |
| エンドライド                                                             | 2016年4月3日 - 9月25日         | 24   | ブレインズ・ベース                                                         | ENDRIDE PROJECT                               | ○ |
| ふらいんぐうぃっち                                                       | 2016年4月10日 - 6月26日        | 12   | J.C.STAFF                                                                  | 石塚千尋                                      | 青森放送と共同製作 ◆○ |
| うどんの国の金色毛鞠                                                     | 2016年10月9日 - 12月25日       | 12   | ライデンフィルム                                                           | 篠丸のどか                                    | 西日本放送と共同製作 ◆○ |
| 以降の作品は系列全局での放送（各局で放送時間は異なる）。                 |                                |      |                                                                            |                                               | |
| EDENS ZERO（第1期）                                                      | 2021年4月11日 - 10月3日        | 25   | J.C.STAFF                                                                  | 真島ヒロ                                      | ◆ |
| ルパン三世 PART6                                                         | 2021年10月10日 - 2022年3月27日 | 25   | トムス・エンタテインメント                                                 | モンキー・パンチ                              | ◆ |
| 転生したらスライムだった件（第1期）                                      | 2022年4月3日 - 9月18日         | 24   | エイトビット                                                               | 伏瀬                                          | BS11製作 2018年10月期にTOKYO MX、テレビ神奈川で放送され、2020年4月期に群馬テレビ、とちぎテレビでも放送されたため実質再放送。 関東広域圏のうち茨城県、埼玉県、千葉県では地上波初放送                                         |
| 転生したらスライムだった件（第2期）                                      | 2022年9月25日 - 2023年3月19日  | 24   | エイトビット                                                               | 伏瀬                                          | BS11製作 2021年1月期にTOKYO MX、群馬テレビ、とちぎテレビでも放送されたため実質再放送。 関東広域圏のうち茨城県、埼玉県、千葉県、神奈川県では地上波初放送 第3期は2024年4月から9月まで『FRIDAY ANIME NIGHT』枠にて放送された。 |
| EDENS ZERO（第2期）                                                      | 2023年4月2日 - 10月1日         | 25   | J.C.STAFF                                                                  | 真島ヒロ                                      | ◆ |
| 薬屋のひとりごと（第1期）                                                | 2023年10月22日 - 2024年3月24日 | 24   | OLM TOHO animation STUDIO                                                  | 日向夏                                        | ◆ 第2期は2025年1月期・4月期に『FRIDAY ANIME NIGHT』枠にて放送 |
| ザ・ファブル                                                             | 2024年4月7日 - 9月29日         | 25   | 手塚プロダクション                                                         | 南勝久                                        | ◆ |
| らんま1/2（2024年版・第1期）                                             | 2024年10月6日 - 12月22日       | 12   | MAPPA                                                                      | 高橋留美子                                    | 1989年版はフジテレビ系列ほかにて放送 ◆ |
| Aランクパーティを離脱した俺は、元教え子たちと迷宮深部を目指す。（第1期） | 2025年1月12日 - 6月29日        | 24   | BN Pictures                                                                | 右薙光介                                      | ◆ |
| 光が死んだ夏                                                             | 2025年7月6日 -                 |      | CygamesPictures                                                            | モクモクれん                                  | |

## 2013年以降の番組の変遷
放送日が2日以上にわたる場合は、月曜未明（日曜深夜）を基準として放送が早い作品を1作目とする。
|                        | 1作目                                                               | 2作目                                                                            | 3作目                                                                                     | 4作目                                                                                     |  |
| ---------------------- | ------------------------------------------------------------------- | -------------------------------------------------------------------------------- | ----------------------------------------------------------------------------------------- | ----------------------------------------------------------------------------------------- |  |
| 2013年1月              | GJ部 ＜木曜未明（水曜深夜）＞                                       | ちはやふる2 ＜土曜未明（金曜深夜）＞                                             |                                                                                           |                                                                                           |  |
| 2013年4月              | ちはやふる2 ＜土曜未明（金曜深夜）＞                                |                                                                                  |                                                                                           |                                                                                           |  |
| 2013年7月              | 帰宅部活動記録 ＜木曜未明（水曜深夜）＞                             | ガッチャマン クラウズ ＜土曜未明（金曜深夜）＞                                   |                                                                                           |                                                                                           |  |
| 2013年10月             | HUNTER×HUNTER（第2作） ＜水曜未明（火曜深夜）＞                     | はじめの一歩 Rising ＜日曜未明（土曜深夜）・第1部＞                              | てさぐれ!部活もの ＜日曜未明（土曜深夜）・第2部＞                                         |                                                                                           |  |
| 2014年1月              | HUNTER×HUNTER（第2作） ＜水曜未明（火曜深夜）＞                     | はじめの一歩 Rising ＜日曜未明（土曜深夜）・第1部＞                              | 犬猫アワー 47都道府犬R&にゃ〜めん ＜日曜未明（土曜深夜）・第2部＞                         | てさぐれ!部活もの あんこーる ＜日曜未明（土曜深夜）・第3部＞                              |  |
| 2014年4月              | HUNTER×HUNTER（第2作） ＜水曜未明（火曜深夜）＞                     | 金色のコルダ Blue♪Sky ＜日曜未明（土曜深夜）・第1部＞                            | それでも世界は美しい ＜日曜未明（土曜深夜）・第2部＞                                      |                                                                                           |  |
| 2014年7月              | HUNTER×HUNTER（第2作） ＜水曜未明（火曜深夜）＞                     | ばらかもん ＜日曜未明（土曜深夜）・第1部＞                                       | 戦国BASARA Judge End ＜日曜未明（土曜深夜）・第2部＞                                      |                                                                                           |  |
| 2014年10月             | 寄生獣 セイの格率 ＜木曜未明（水曜深夜）＞                          | 曇天に笑う ＜土曜未明（金曜深夜）＞                                              |                                                                                           |                                                                                           |  |
| 2015年1月              | 寄生獣 セイの格率 ＜木曜未明（水曜深夜）＞                          | デス・パレード ＜土曜未明（金曜深夜）＞                                          |                                                                                           |                                                                                           |  |
| 2015年4月              | 俺物語!! ＜木曜未明（水曜深夜）＞                                   | てさぐれ!部活もの すぴんおふ プルプルんシャルムと遊ぼう ＜日曜未明（土曜深夜）＞ |                                                                                           |                                                                                           |  |
| 2015年7月              | 俺物語!! ＜木曜未明（水曜深夜）＞                                   | ガッチャマン クラウズ インサイト ＜日曜未明（土曜深夜）＞                        |                                                                                           |                                                                                           |  |
| 2015年10月             | ルパン三世 PART4 ＜金曜未明（木曜深夜）＞                           | Peeping Life TV シーズン1 ?? ＜日曜未明（土曜深夜）＞                            |                                                                                           |                                                                                           |  |
| 2016年1月              | ルパン三世 PART4 ＜金曜未明（木曜深夜）＞                           | ナースウィッチ小麦ちゃんR ＜日曜未明（土曜深夜）＞                               |                                                                                           |                                                                                           |  |
| 2016年4月              | エンドライド ＜日曜未明（土曜深夜）・第1部＞                        | ふらいんぐうぃっち ＜日曜未明（土曜深夜）・第2部＞                               |                                                                                           |                                                                                           |  |
| 2016年7月              | エンドライド ＜日曜未明（土曜深夜）・第1部＞                        |                                                                                  |                                                                                           |                                                                                           |  |
| 2016年10月             | うどんの国の金色毛鞠 ＜日曜未明（土曜深夜）＞                       |                                                                                  |                                                                                           |                                                                                           |  |
| 2017年1月・4月期は休止 |                                                                     |                                                                                  |                                                                                           |                                                                                           |  |
| 2017年7月              | ナナマル サンバツ ＜水曜未明（火曜深夜）・第1部＞                   | ルパン三世 ベストセレクション ＜水曜未明（火曜深夜）・第2部＞                    |                                                                                           |                                                                                           |  |
| 2017年10月             | Infini-T Force ＜水曜未明（火曜深夜）・第1部＞                      | ルパン三世 ベストセレクション ＜水曜未明（火曜深夜）・第2部＞                    |                                                                                           |                                                                                           |  |
| 2018年1月              | ちはやふる 秀歌撰 ＜水曜未明（火曜深夜）＞                          |                                                                                  |                                                                                           |                                                                                           |  |
| 2018年4月              | ルパン三世 PART5 ＜水曜未明（火曜深夜）・第1部＞                    | 3D彼女 リアルガール 第1シーズン ＜水曜未明（火曜深夜）・第2部＞                  |                                                                                           |                                                                                           |  |
| 2018年7月              | ルパン三世 PART5 ＜水曜未明（火曜深夜）・第1部＞                    | 中間管理録トネガワ ＜水曜未明（火曜深夜）・第2部＞                               |                                                                                           |                                                                                           |  |
| 2018年10月             | 風が強く吹いている ＜水曜未明（火曜深夜）・第1部＞                  | 中間管理録トネガワ ＜水曜未明（火曜深夜）・第2部＞                               |                                                                                           |                                                                                           |  |
| 2019年1月              | 風が強く吹いている ＜水曜未明（火曜深夜）・第1部＞                  | 3D彼女 リアルガール 第2シーズン ＜水曜未明（火曜深夜）・第2部＞                  |                                                                                           |                                                                                           |  |
| 2019年4月              | HUNTER×HUNTER （第2作・再放送） ＜水曜未明（火曜深夜）＞            |                                                                                  |                                                                                           |                                                                                           |  |
| 2019年7月              | トライナイツ ＜水曜未明（火曜深夜）・第1部＞                        | HUNTER×HUNTER （第2作・再放送） ＜水曜未明（火曜深夜）・第2部＞                  |                                                                                           |                                                                                           |  |
| 2019年10月             | ちはやふる3 ＜水曜未明（火曜深夜）＞                                | HUNTER×HUNTER （第2作・再放送） ＜水曜未明（火曜深夜）・第2部＞                  |                                                                                           |                                                                                           |  |
| 2020年1月              | ちはやふる3 ＜水曜未明（火曜深夜）＞                                | HUNTER×HUNTER （第2作・再放送） ＜水曜未明（火曜深夜）・第2部＞                  |                                                                                           |                                                                                           |  |
| 2020年4月              | HUNTER×HUNTER （第2作・再放送） ＜水曜未明（火曜深夜）＞            |                                                                                  |                                                                                           |                                                                                           |  |
| 2020年7月              | HUNTER×HUNTER （第2作・再放送） ＜水曜未明（火曜深夜）＞            |                                                                                  |                                                                                           |                                                                                           |  |
| 2020年 10月            | HUNTER×HUNTER （第2作・再放送） ＜水曜未明（火曜深夜）＞            |                                                                                  |                                                                                           |                                                                                           |  |
| 2021年1月              | ワンダーエッグ・プライオリティ ＜水曜未明（火曜深夜）・第1部＞      | HUNTER×HUNTER （第2作・再放送） ＜水曜未明（火曜深夜）・第2部＞                  |                                                                                           |                                                                                           |  |
| 2021年4月              | 擾乱 THE PRINCESS OF SNOW AND BLOOD ＜水曜未明（火曜深夜）・第1部＞ | HUNTER×HUNTER （第2作・再放送） ＜水曜未明（火曜深夜）・第2部＞                  | EDENS ZERO（第1期） ＜日曜未明（土曜深夜）＞                                              |                                                                                           |  |
| 2021年7月              | HUNTER×HUNTER （第2作・再放送） ＜水曜未明（火曜深夜）＞            | EDENS ZERO（第1期） ＜日曜未明（土曜深夜）＞                                     |                                                                                           |                                                                                           |  |
| 2021年10月             | シキザクラ ＜水曜未明（火曜深夜）＞                                 | ルパン三世 PART6 ＜日曜未明（土曜深夜）＞                                        |                                                                                           |                                                                                           |  |
| 2022年1月              | HUNTER×HUNTER （第2作・再放送） ＜水曜未明（火曜深夜）＞            | ルパン三世 PART6 ＜日曜未明（土曜深夜）＞                                        |                                                                                           |                                                                                           |  |
| 2022年4月              | トモダチゲーム ＜水曜未明（火曜深夜）＞                             | 転生したらスライムだった件 （第1期） ＜日曜未明（土曜深夜）＞                    |                                                                                           |                                                                                           |  |
| 2022年7月              | シャインポスト ＜水曜未明（火曜深夜）＞                             | 転生したらスライムだった件 （第1期） ＜日曜未明（土曜深夜）＞                    |                                                                                           |                                                                                           |  |
| 2022年9月              | シャインポスト ＜水曜未明（火曜深夜）＞                             | 転生したらスライムだった件 （第2期） ＜日曜未明（土曜深夜）＞                    |                                                                                           |                                                                                           |  |
| 2022年10月             | シャインポスト ＜水曜未明（火曜深夜）＞                             | EDENS ZERO（第1期・再放送） ＜水曜未明（火曜深夜）＞                             | 転生したらスライムだった件 （第2期） ＜日曜未明（土曜深夜）＞                             |                                                                                           |  |
| 2022年11月             | EDENS ZERO（第1期・再放送） ＜水曜未明（火曜深夜）＞                | 転生したらスライムだった件 （第2期） ＜日曜未明（土曜深夜）＞                    |                                                                                           |                                                                                           |  |
| 2023年4月              | THE MARGINAL SERVICE ＜水曜未明（火曜深夜）＞                       | EDENS ZERO（第2期） ＜日曜未明（土曜深夜）＞                                     |                                                                                           |                                                                                           |  |
| 2023年7月              | Helck ＜水曜未明（火曜深夜）＞                                      | EDENS ZERO（第2期） ＜日曜未明（土曜深夜）＞                                     |                                                                                           |                                                                                           |  |
| 2023年10月             | Helck ＜水曜未明（火曜深夜）＞                                      | 葬送のフリーレン（第1期） ＜金曜23時台＞                                         | 薬屋のひとりごと（第1期） ＜日曜未明（土曜深夜）＞                                        |                                                                                           |  |
| 2024年1月              | 銀河英雄伝説 Die Neue These ＜水曜未明（火曜深夜）・第1部＞         | 葬送のフリーレン（第1期） ＜金曜23時台＞                                         | 薬屋のひとりごと（第1期） ＜日曜未明（土曜深夜）＞                                        |                                                                                           |  |
| 2024年4月              | 銀河英雄伝説 Die Neue These ＜水曜未明（火曜深夜）・第1部＞         | 転生したらスライムだった件 （第3期） ＜金曜23時台＞                              | ザ・ファブル ＜日曜未明（土曜深夜）＞                                                     |                                                                                           |  |
| 2024年7月              | 銀河英雄伝説 Die Neue These ＜水曜未明（火曜深夜）・第1部＞         | 多数欠 ＜水曜未明（火曜深夜）・第2部＞                                           | 転生したらスライムだった件 （第3期） ＜金曜23時台＞                                       | ザ・ファブル ＜日曜未明（土曜深夜）＞                                                     |  |
| 2024年10月             | 銀河英雄伝説 Die Neue These ＜水曜未明（火曜深夜）・第1部＞         | 多数欠 ＜水曜未明（火曜深夜）・第2部＞                                           | 株式会社マジルミエ（第1期） ＜金曜23時台＞                                                | らんま1/2 （2024年版・第1期） ＜日曜未明（土曜深夜）＞                                    |  |
| 2025年1月              | 花は咲く、修羅の如く ＜水曜未明（火曜深夜）＞                       | 薬屋のひとりごと（第2期） ＜金曜23時台＞                                         | Aランクパーティを離脱した俺は、 元教え子たちと迷宮深部を目指す。 ＜日曜未明（土曜深夜）＞ |                                                                                           |  |
| 2025年4月              | 機動戦士Gundam GQuuuuuuX ＜水曜未明（火曜深夜）全国ネット枠＞       | アポカリプスホテル ＜水曜未明（火曜深夜）ローカル枠＞                            | 薬屋のひとりごと（第2期） ＜金曜23時台＞                                                  | Aランクパーティを離脱した俺は、 元教え子たちと迷宮深部を目指す。 ＜日曜未明（土曜深夜）＞ |  |
| 2025年7月              | Turkey! ＜水曜未明（火曜深夜）ローカル枠＞                          | 桃源暗鬼 ＜金曜23時台＞                                                          | 光が死んだ夏 ＜日曜未明（土曜深夜）＞                                                     |                                                                                           |  |

### 番組
- NIGHT HEAD GENESIS（2006年7月29日 - 12月30日）
BS日テレで放送。日テレ地上波では放送せず。
- スフィアクラブ（2011年7月17日 - 12月18日）
声優ユニット・スフィアによるバラエティ番組。アニメパートもあった。
日テレでは日曜未明（土曜深夜）に15分番組として放送されたが、広島テレビを除く系列基幹局では同年10月より2話ずつ・計30分で遅れネット。
- 声優戦隊ボイストーム7（2013年10月5日 - 12月28日）
アニメではなく、原作漫画に効果音や動きを取り入れた「モーションコミック」として放送。後半は若手男性声優が出演する実写パート。
- 猫ピッチャー（2014年5月3日 - 2016年3月29日）
BS日テレ『〜おねだりエンタメ!〜はぴ★ぷれ』→『わんニャン倶楽部〜動物と楽しく暮らそう〜』内で放送。
- Bonjour♪恋味パティスリー（2014年10月 - 2015年3月）
製作スタッフに日テレの関係者が参加しているが、日テレ地上波では放送せず、Webアニメとして日テレオンデマンドとHuluなどで配信。後にAT-Xでテレビ放送された。
- エガオノダイカ（2019年1月 - 3月）
日テレHD傘下のタツノコプロが制作したオリジナル作品。日テレが製作委員会に参加しており、Huluでも配信されているが、関東圏（東京地区）では共同で製作参加しているTOKYO MXにて放送（関西圏では系列局の読売テレビで放送）。
- 魔術士オーフェンはぐれ旅（2020年1月 - 3月、2021年1月 - 3月、2023年1月 - 6月）
日テレが製作委員会に参加しており、Huluでも配信されているが、関東圏（東京地区）ではTOKYO MXにて放送（関西圏では未放送だが、読売テレビ子会社のYTEが製作委員会に参加している）。
- 月が導く異世界道中（2021年7月 - 9月）
日テレ・BS日テレが製作委員会に参加しており、Huluでも配信されているが、関東圏（東京地区）では共同で製作参加しているTOKYO MXにて放送（関西圏では共同で製作参加している毎日放送で放送）。
- 自動販売機に生まれ変わった俺は迷宮を彷徨う（2023年7月 - 9月）
日テレ・BS日テレが製作委員会に参加しており、Huluでも配信されているが、関東圏（東京地区）ではTOKYO MXにて放送。また、同グループの日テレWandsやバップ、日本テレビ音楽も製作参加（関西圏では未放送だがYTEが製作参加）。

### 番組枠
- MANPA
読売テレビの火曜未明（月曜深夜）の深夜アニメ枠（2011年までは『MONDAY PARK』）。日テレ製作の作品のほか、関東圏では独立局ネットの自社製作作品なども放送。
- チュッキョアニメ
中京テレビの日曜未明（土曜深夜）の深夜アニメ枠。当初は日テレ系列の放送局が製作した作品のみ放送していたが、2019年8月からは日テレ製作の作品も放送が開始された。2021年12月末で名称廃止（放送枠自体は中断時期もあるが、継続中）。
- アニメにむちゅ〜
BS日テレの深夜アニメ枠。『MANPA』と同様に、日テレ製作の作品も放送するほか、関東圏では独立局ネットの作品なども放送（自社製作作品も含む）。

### 企業・サービス
- マッドハウス・マッドボックス（アニメ制作会社）
- タツノコプロ（同上）
- バップ（レコード会社）
- 日本テレビ音楽（音楽出版社）
- Hulu（HJホールディングス、動画配信サービス）
以上はいずれも日テレもしくは日テレHDの子会社。
- 日テレオンデマンド（同上）
- D.N.ドリームパートナーズ（NTTドコモとの共同出資による、コンテンツ製作・投資のための有限責任事業組合）

### その他
- 中谷敏夫
- 船越雅史
- 多昌博志
いずれも一部のアニメ作品の企画や制作に携わった経歴がある。